# Caverne de Lovelock
Pour les articles homonymes, voir Lovelock (homonymie).
La caverne de Lovelock (NV-Ch-18) est un site archéologique nord-américain anciennement connu sous le nom de grotte Sunset Guano.
Elle est située dans l'État du Nevada, à environ 130 kilomètres au nord-est de Reno. En 1911, une exploitation de guano y est installée ; des mineurs y découvrent des restes archéologiques, et préviennent les autorités en 1924. 
La grotte de Lovelock a été utilisée dès 2580 ans avant notre ère sans être intensément habitée jusqu'à environ 1000 avant notre ère. Elle a été occupée pendant plus de 4 000 ans. Les premières découvertes d'artefacts et les fouilles, au début du XXe siècle, n'ont pas été très bien exécutées, ce qui a entraîné une perte d'informations archéologiques. Cependant, les enquêtes plus récentes ont été plus minutieuses. Une richesse de connaissances concernant la vie dans le Grand Bassin provient de ce site important car de nombreux artefacts uniques y ont été récupérés avec succès.

## Archéologie

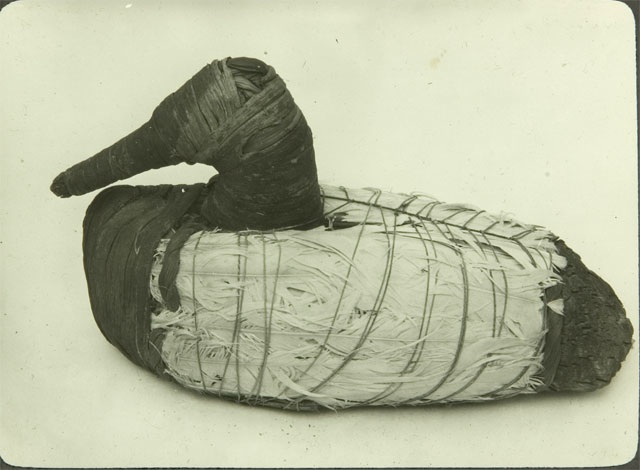
Appeau de canard retrouvé dans la caverne de Lovelock.

Pendant plusieurs dizaines d'années, des archéologues y extraient plus de 10 000 objets façonnés, des momies et des os. En 1924, des appeaux de canard datés d'au moins 2 000 ans y sont retrouvés.  En 1931, d'autres corps sont découverts près du lit d'un ancien lac du Pléistocène, et en 1939, un squelette est retrouvé sur le terrain d'un ranch voisin. 
La culture orale du peuple amérindien Païutes identifie ces restes comme ceux du peuple Si-Te-Cah, qui signifie littéralement « mangeur de Schoenoplectus lacustris », une plante lacustre fibreuse. Sarah Winnemucca Hopkins, fille du chef Païute Winnemucca (en), relate plusieurs histoires liées aux Si-Te-Cah dans son livre Life Among the Paiutes. Ce peuple aurait été exterminé par une coalition de tribus indiennes : ils auraient péri enfumés dans cette caverne où ils avaient trouvé refuge.
Adrienne Mayor aborde les Si-Te-Cah dans son livre Fossil Legends of the First Americans. Elle propose diverses explications sur les légendes identifiant les Si-Te-Cah comme des géants roux. Les momies et squelettes déterrés seraient de taille normale, mais plusieurs sites archéologiques proches contiennent des os de mammouths et d'ours de caverne, conduisant probablement à cette confusion. Elle explique également que les pigments colorant les cheveux peuvent changer de couleur après la mort, sous l'influence de plusieurs facteurs comme la température, la composition chimique des sols, etc.